# Richard Burgin
Richard Burgin, né à Varsovie, en Pologne, le 11 octobre 1892 et mort à Gulfport, en Floride, le 29 avril 1981, est un violoniste américain d'origine polonaise, mieux connu comme chef associé et premier violon de l'Orchestre symphonique de Boston (BSO).

## Biographie
Burgin a joué devant le public à 11 ans, en tant que soliste avec l'Orchestre philharmonique de Varsovie. En 1906, il a étudié avec Joseph Joachim à Berlin, et de 1908 à 1912 avec Leopold Auer au conservatoire de Saint-Pétersbourg.
Burgin a commencé comme premier violon de l'Orchestre philharmonique de Leningrad, de l'Orchestre philharmonique d'Helsinki, de l'Orchestre philharmonique d'Oslo et de l'Orchestre philharmonique royal de Stockholm. Il a joué avec des chefs réputés tels que Max Fiedler et Arthur Nikisch et des compositeurs tels que Richard Strauss et Jean Sibelius.
Burgin a été nommé premier violon du BSO en 1920, lorsque Pierre Monteux était le chef d'orchestre principal. Puis Burgin est devenu chef d'orchestre adjoint en 1927 au début de période de Serge Koussevitzky comme chef principal (1924-1949). Il a conduit le BSO lors de 308 concerts aux États-Unis, en Australie et au Japon, et a été chef associé lors de sept premières mondiales et de 25 premières à Boston. Il est resté premier violon quand Charles Munch est devenu chef principal (1949-1962).
En tant que violoniste soliste, Burgin a joué la première américaine du Concerto pour violon nº 1 en ré majeur, Op. 19 de Sergueï Prokofiev, le 24 avril 1925, avec le BSO dirigé par Serge Koussevitzky. Koussevitzky avait conduit la première mondiale de ce chef-d'œuvre à Paris quelques années plus tôt, avec au violon Marcel Darrieux pour jouer la partie soliste.

## Enseignement et les concerts de musique de chambre
Moins d'un an avant de venir à Boston, Burgin a fondé son propre quatuor, le quatuor à cordes Burgin. Il a également dirigé le département des cordes du New England Conservatory of Music où il a enseigné le violon et la direction d'orchestre. En 1953, il dirigeait l'orchestre d'étudiants de ce conservatoire. À partir de 1959, il a également enseigné à l'Université de Boston, où il a enseigné et a dirigé son orchestre de chambre; et au Berkshire Music Center, où il a enseigné la direction. Après avoir déménagé en Floride après sa retraite de la BSO en 1962, il a enseigné à l'Université d'État de Floride à Tallahassee jusqu'à sa retraite définitive au milieu des années 1970. Tandis que là, il a formé le Quatuor Florestan avec sa femme, la violoniste Ruth Posselt, second violon.

## Famille
Richard Burgin a épousé la violoniste et pédagogue américaine Ruth Posselt le 3 juillet 1940. Leur fils, Richard W. Burgin, est l'auteur de nombreux recueils de courts romans et nouvelles. Leur fille, Diana Lewis Burgin, est écrivain et professeur de russe à l'Université du Massachusetts à Amherst.

## Honneurs
Burgin était chevalier de la Légion d'honneur française, et membre de l'Académie américaine des arts et des sciences.

## Source
- (en) Cet article est partiellement ou en totalité issu de l’article de Wikipédia en anglais intitulé « Richard Burgin » (voir la liste des auteurs).